# Van der Calsteren
Van Calsteren was een patriciërsgeslacht dat behoorde tot de zogenaamde zeven Leuvense geslachten, de erfelijke bestuurders van de stad Leuven.
De geslachtsnaam wordt soms ook als van den Calsteren, van der Calsteren of als het francofone de Calstre geschreven. In tegenstelling tot wat vaak wordt beweerd maakten ze geen deel uit van de adel, maar waren ze welstellende burgers waarvan sommigen onder hen geridderd werden of in het bezit kwamen van een heerlijkheid.
In de Zeven geslachten van Leuven stonden ze bekend als "het tweede geslacht" (tribus secunda), na het "eerste geslacht", Uten Liemingen.

## Oorsprong
In de fictieve ontstaanslegende van Petrus Divaeus (Peter van Dieve) van de zeven geslachten van Leuven wordt beschreven hoe Bastijn, de graaf van Leuven, huwde met de dochter van een Vlaamse graaf en acht kinderen kreeg bij haar. Zeven kinderen waren dochters en er was één zoon, die tot priester werd gewijd en het tot bisschop schopte. De zeven dochters werden elk uitgehuwelijkt aan belangrijke Leuvense edellieden, die na Bastijns dood zijn macht zouden verdelen onder hun in de vorm van schepenzetels. In deze legende wordt dochter Alpaida uitgehuwelijkt aan ridder Meinard van der Calsteren, ook wel Meinaart geheten. Deze Meinard is de mythische stamvader van het geslacht.
Het geslacht is echter van oorsprong niet Leuvens, maar komt uit een streek ten noorden van Leuven.

## Leden van het geslacht
- Meginhard of Meinard van Calsteren, de stamvader van het geslacht, wordt beschreven als een ridder die in 1130 op kruistocht ging naar het Heilige Land en terugkeerde in 1134. In die periode, tussen de Eerste (1096-1099) en Tweede Kruistocht (1145-1149), zijn er geen bronnen bekend over een grootschalige kruistocht. De Tweede Kruistocht bevatten echter een aanzienlijk aantal troepen uit de Lage Landen. Volgens de legende was hij de echtgenoot van Alpaida, dochter van de graaf van Vlaanderen.

- Hendrik van Calsteren was een geestelijke en werd later zalig verklaard. Hij werd in het midden van de 13de eeuw geboren in Leuven en trad aldaar toe tot de dominicanen. Deze orde stond bekend om haar grote theologen en hij werd naar Parijs gestuurd om er te studeren. Na zijn studies trok hij naar Duitsland om er te prediken en les te geven. Hij overleed op 18 oktober in een onbekend jaar te Keulen. Dit wordt tegengesproken door het necrologium van het dominicanenklooster van Leuven waarin hij wordt vermeld als prior in 1292. Na zijn dood werd hij verantwoordelijk gezien voor verschillende wonderen en hierdoor zalig verklaard.

- Pieter van Calsteren was een Brabantse ridder en tijdgenoot van de zalige Hendrik van Calsteren, die aan de zijde van de hertog van Brabant streed in de slag bij Woeringen op 5 juni 1288.

- Mabilia van Calsteren, dochter van Hendrik van Calsteren en echtgenote van de beroemde Leuvense ridder Willem de Rode.

- Jan van Calsteren (? - 29 oktober 1399) was kapitein van Leuven en heer van Linden. Hij was gehuwd met Margaretha Clutings, dame van Evre, tot haar dood in 1391. Hij hertrouwde met Maria van Berghen, die hem overleefde.

- Simon van Calsteren (? - 23 mei 1389) was een geestelijke te Leuven. Hij was kanunnik van de Sint-Pieterskerk van Leuven en sinds voor 20 juli 1367 ook kanunnik van de Sint-Lambertuskathedraal van Luik. Hij was ook de cantor in de Luikse kathedraal, ten vroegste sinds maart 1382, en later deken van het kapittel sinds 23 juni 1387. Hij stierf enkele jaren later op 23 mei 1389.

- Pieter van Calsteren (? - voor juli 1405) was goudsmid te Leuven en was als graveur of ijzersnijder tewerkgesteld in het Leuvense munthuis. Hij was gehuwd en vermoedelijk de zoon van Simon van Calsteren, een Leuvense edelsmid.